# 馬場都都古別神社
37°01′55″N 140°22′32″E / 37.0320065°N 140.3755527°E
馬場都都古別神社（日语：／ Babatsutsukowake-Jinja */?），又稱都都古別神社、都都古和氣神社（日语：／ Tsutsukowake-Jinja */?）、近津社（日语：／ Chikatsusha */?）、近津明神（日语：／ Chikatsumyoujin */?），以及馬場明神（日语：／ Babamyoujin */?），是日本福島縣東白川郡棚倉町大字棚倉字馬場的一座神社，社格是名神大社（論社）、陸奧國一宮、國幣中社和別表神社，作為上宮與中宮八槻都都古別神社、下宮近津神社並稱近津三社，別當是不動院，以馬場和日向前地區的居民為氏子，在第二次世界大戰前是31戶，1976年時則是1,400戶。
神社名稱方面，《國史大辭典》認為源於都都古山，《日本眾神—神社與聖地》則主張是由於參拜者將裝有籾的藁苞奉獻至神社，這些藁苞稱為Tsutoko（ツトコ）或Tsutsuko（ツツコ），同時又拿走其他人供奉於神社的藁苞而來，也有說法指是由於近津神的讀音與長野縣諏訪地域的千鹿頭神相近，因此兩者可能有關連。文化財方面，神社的重要文化財分別有1921年4月30日指定的兩把「長覆輪太刀 中身無銘」、1957年2月19日和1959年6月27日指定的「赤絲威鎧殘缺（附有二十五間四方白星兜鉢一個）」以及2014年12月10日指定的神社本殿，福島縣指定文化財有1982年3月30日指定的「馬場都都古別神社御正體」、2003年3月25日指定的「鉾型祭具」以及2005年4月15日指定的「馬場都都古別神社文書等」，棚倉町指定文化財則有2007年4月2日指定的木造大黑天立像。

## 歷史
神社源於日本武尊在東征時以味耜高彥根神為地主神，在位於三森（現福島縣白河市表鄉三森）的都都古山（建鉾山）獻上鉾而來。其後，根據《續日本後紀》承和8年正月22日和3月22日（841年2月16日和4月17日）條記載，勳十等的「都都古和氣神社」獲授予從五位下，「都都古和氣神社」也見於《延喜式》卷3臨時祭的名神祭條以及《朝野群載》康和5年6月10日（1103年7月15日）條內，然而由於與八槻都都古別神社同名而引發爭論。大同2年（807年），坂上田村麻呂出征奧州時，將神社遷至伊野庄，並且視日本武尊為配神，原本位於都都古山舊址的東邊山腰處則變成神社的奧宮，不過由於神社與八槻都都古別神社、近津神社均位於自弘仁2年（811年）啟用，高野驛和長有驛所在的官道（現水戶街道）沿路，因此也有說法推測神社在弘仁2年以後才創建。
其後，源賴義、源義家和源賴朝分別在天喜5年（1057年）、寬治5年（1091年）以及文治5年（1189年）到神社進行祈誓。進入中世後，神社引入山岳信仰而修驗道化，並且由別當不動院高松家負責管理，以高野郡北鄉為中心發展。根據收錄於《高松文書》內康永2年10月2日（1343年10月20日，興國4年）的《石塔義元軍勢催促狀》記載，義元催促馬場左衛門尉率領族人作為北朝一方出征，另外根據收錄於《有造館本結城古文書寫》內應安4年3月6日的《結城朝常寄進狀案》記載，當時神社的東門前已經形成宿場。應永年間（1394年至1428年），足利義滿替神社興建社殿，根據刻有應永18年10月23日（1411年11月9日）的鐘銘記載，當時神社的別當是良聖和聖源，大旦那是小峰滿政。天文（1532年至1555年）末年，社僧擅自創建上津寺，引起禰宜和社家等的不滿而向白河結城氏投訴，根據收錄於《高松文書》內弘治4年2月（1491年3月10日至4月8日）的《結城隆綱判物》記載，指神社的社人需要依先例遵從馬場別當（高松氏）的下知。其後，根據文祿3年（1594年）成立的《馬場都都古別神社緣起》記載，神社受到明應元年（1492年）發生的地震波及，及後由白河城主小峰家重建。此外，神社關於一宮最早的記述則見於奧書是元龜2年（1571年）的《馬場都都古和氣神社緣起》，提到「當社一之宮」。

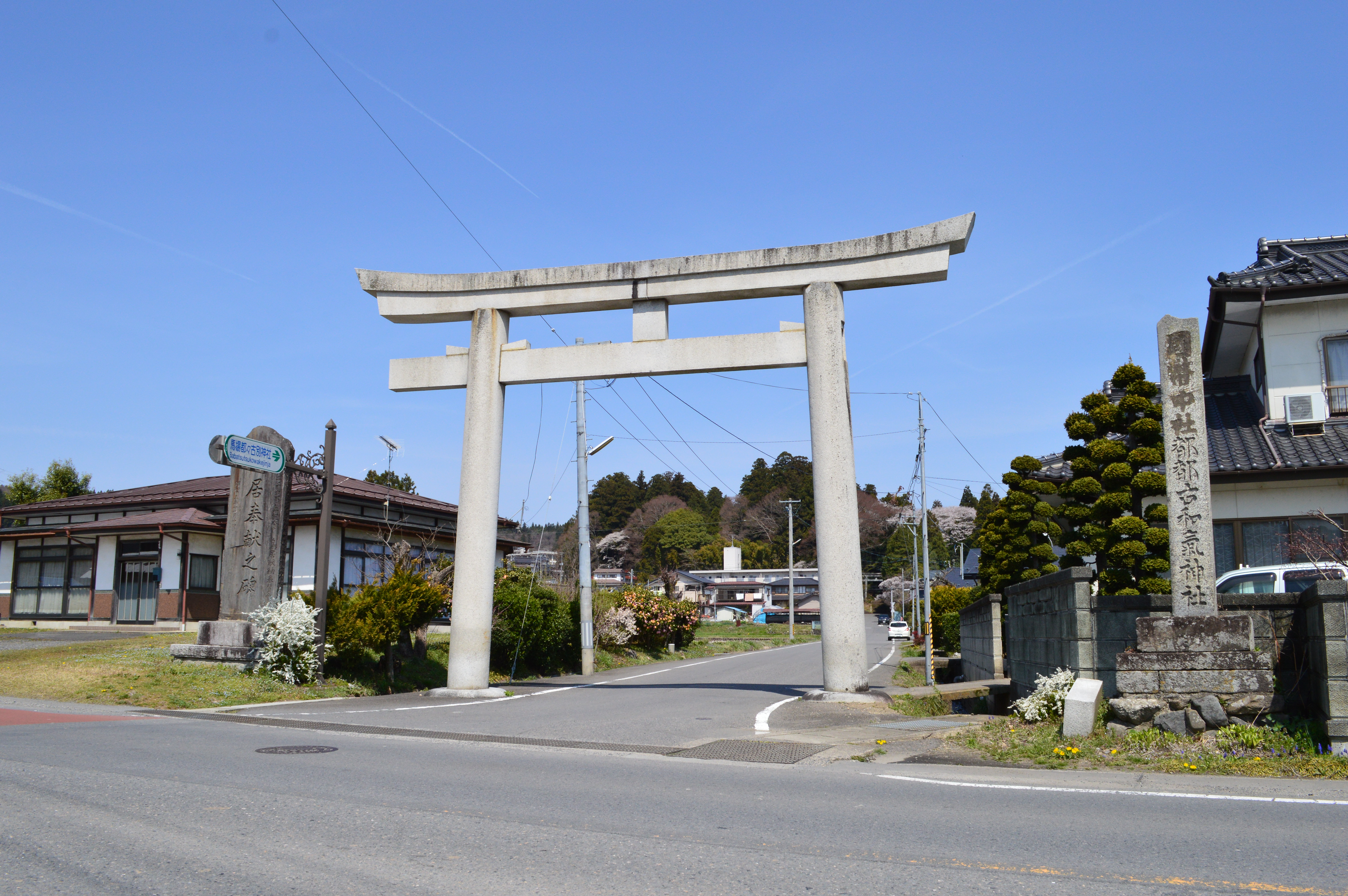
鳥居，右方石柱寫有「國幣中社都都古氣神社」

天正年間（1573年至1592年），小峰義親替神社興建社殿。文祿3年（1594年），根據收錄於《面川文書》中的《造營目錄寫》記載，奉豐臣秀吉之命的佐竹義宣在佐竹氏家臣團的寄進以及鄉村百姓每人三升的勸進下興建社殿，而根據收錄於《馬場都都古別神社文書》內翌年的《佐竹氏奉行人聯署奉書》記載，塙、伊野和山本分別寄進五石、20石和35石至神社，另外根據《面川文書》記載，神社的社領自古為363石，不過在慶長8年（1603年）時是150石，其中15石屬於上津寺，儘管如此，根據收錄於《八槻文書》的《聖護院門跡御教書》記載，由於馬場別當在慶長14年（1609年）獲管轄本山派修驗的聖護院門跡認可其奧州的年行事職，此後當地一帶的霞場均由神社負責管治。寬永元年（1624年），根據《高松文書》記載，神社在棚倉藩主丹羽長重的要求下遷至馬場，原址則用作興建棚倉城，當時神社別當高松良篤還俗成為棚倉藩的家老，並且獲得社地，本宮佔約一町三反（約0.01平方公里），別當居屋敷佔約二町四反（約0.02平方公里），別當下屋敷替地佔約一町四反（約0.01平方公里），上津寺佔約八反（約7933.88平方米），神領則是馬場村150石，其後在寬永4年（1627年），高松氏獲長重安堵母畑村約46石、中野村約78石以及田村郡山神村和栃本村125石。慶安元年（1648年），神社獲德川家光依從先例確認其150石的朱印領。根據明治4年5月14日（1871年7月1日）發佈的太政官布告第二百三十五號「官社以下定額及神官職員規則等」，神社在1873年3月7日獲指定為國幣中社，1875年，會津藩家老西鄉賴母曾經擔任神社的宮司。現在是神社本廳的別表神社。

## 祭神和建築
- 本殿
- 隨身門
- 寅卯神社

神社的祭神是味耜高彥根神和日本武尊，其中《神社辭典》、《日本眾神—神社與聖地》、《日本大百科全書》和《世界大百科事典》均視前者為主祭神，後者則是配神，相對地《式內社調查報告》、《中世諸國一宮制的基礎研究》、《神道事典》、《日本歷史地名大系》、《角川日本地名大辭典》、《國史大辭典》、《日本國語大辭典》和棚倉町則沒有作出區分，《大辭泉》則同時存在兩種記述。神社面積方面，棚倉町稱是約2.6公頃，《式內社調查報告》和《全國一之宮巡拜會》均稱是約7000坪（約23140.5平方）。
神社建築方面，本殿推測建於文祿3年（1594年），寬永2年（1625年）解體移築至馬場，為三間社流造，母屋檁長三間，樑寬兩間，正面是三間的向拜和七階的樓梯，銅板切妻屋頂，箱棟兩邊均有千木，之間則有五條堅魚木，亦有出三斗和彎曲的垂木，沒有雕刻。本殿以北的神社最深處是東照宮，由棚倉藩主松平武元在元文3年（1738年）重建，為一間社流造，正面和側面均是刎高欄切目緣，正面另有一間的向拜、五階的木樓梯和濱緣，切妻造鐵板屋頂，東照宮的前方則是由歷代棚倉藩主寄進的三對共六個，分別刻有享保20年（1735年）、天保7年（1836年）和嘉永7年（1854年）的石燈籠。
本殿以南約10米處是拜殿，推測建於安永6年（1777年），正面和側面各三間，均是刎高欄切目緣，正面另有一間的唐破風向拜，背面則是五間脇障子，內部是平滑的木地板以及棹緣天井，屋頂在昭和初期是杮葺，後來才改鋪銅板。拜殿以西是建於明治時的神饌所，以南是隨身門，為切妻造八腳門，在元治元年（1864年）動工，於慶應元年（1865年）完工，原本除了隨身像外，還有仁王像，不過由於在明治時實行的神佛分離而轉移至棚倉町內的長久寺。隨身門在結構上以中間為通路，兩旁以木板分為前後兩個部分，前方部分擺放隨身像，並且設有與隨身像的腰部差不多高的金剛柵，中間通路的天井是鏡天井，以墨繪有雲龍，虹梁和頭貫木鼻等圖案繰形由渦紋和雲紋組成，整體主要採用櫸木，屋頂原本也是杮葺，1960年時才改鋪銅板。此外，尚有建於昭和初期的社務所以及寅卯神社、鹿島神社、稻荷神社、嚴島神社和日枝神社等末社，另外境內也有一座名為馬場古墳的古墳。

## 祭事
神社的主要祭事有太太講（代代講）和例大祭（秋祭）。首先，太太講又稱為太太神樂之日，當天在拜殿奉奏社傳舊御神樂和太太神樂，其中社傳舊御神樂可以追溯至江戶時代舉行的神幸祭，相傳當時在各地區的御旅所奉奏此神樂，明治維新後不再舉行神幸祭，相對地根據1897年的《東白川郡沿革私考》，社傳舊御神樂和太太神樂均在例祭時於拜殿奉奏，不過社傳舊御神樂曾經一度暫停舉行，直至1952年才再次舉行，期間以祈求五穀豐收的太太神樂便從三春那邊流傳過來，除了浦安舞由當地的少女表演外，其餘項目均由社家負責。表演項目中五人神樂在福島縣內幾乎就只有此神社仍有奉奏，角色分別有一郎王子、二郎王子、三郎王子、四郎王子、五郎姬以及博士，各王子均頭戴烏帽子，身穿狩衣和袴，腰配太刀，身後是附有布旗的川竹，五郎姬頭戴天冠，身穿千早和緋袴，手持白扇，博士則頭戴烏帽子，身穿狩衣，腰配太刀，手持白扇，講述四名分別在東南西北方的王子與在中間的五郎姬，各自以問答形式來爭拗，最終在博士的仲裁下分配了領土。
其次，例大祭原本在八朔舉行，後來改至9月12日，其後又改至9月12日或最近的星期日。當天先在拜殿舉行神事，並且從社傳舊御神樂和太太神樂中挑選數項神樂來奉奏。其後，由氏子的子女奉納小孩神輿，並且從境內出發前往一之鳥居，巡遊馬場、廣畑和日向前等地區後返回神社。另外，由於神社以日本武尊為祭神，因此在例大祭當天也會舉行劍道和弓道大會，以前也曾經舉辦柔道大會，弓道大會本身則始於2003年。
| 節目名稱    | 參與人數 | 採物         |
| ----------- | -------- | ------------ |
| 五人神樂    | 6名      | 白扇         |
| 神招        | 2名      | 幣、鈴       |
| 巫女舞      | 1名      | 幣、鈴       |
| 舞之手      | 1名      | 扇、鈴       |
| 一人太刀    | 1名      | 太刀、鈴     |
| 二人太刀    | 2名      | 太刀、鈴     |
| 三人太刀    | 3名      | 太刀、鈴     |
| 岩戶舞      | 1名      | 幣、鈴       |
| 弓          | 2名      | 弓、矢、鈴   |
| 白杖        | 2名      | 杖、鈴       |
| Shago舞（しゃご舞） | 2名      | 三方撒米、鈴 |

| 節目名稱         | 參與人數 | 採物       |
| ---------------- | -------- | ---------- |
| 御幣舞（御神囃） | 1名      | 幣、鈴     |
| 四方固定         | 1名      | 鋤         |
| 宇賀舞           | 1名      | 三寶       |
| Yotsu（よつ）        | 1名      | 扇         |
| 夷子舞           | 1名      | 魚竿、手籃 |
| 大黑舞           | 1名      | 寶珠、鈴   |
| 浦安舞           | 4名      | 扇、鈴     |

| 每月 | —                                     |
| 1月  | —                                     |
| 2月  | 節分祭（2月3日） 大祭（2月17日）      |
| 3月  | —                                     |
| 4月  | —                                     |
| 5月  | 太太講（代代講，5月1日）              |
| 6月  | —                                     |
| 7月  | —                                     |
| 8月  | —                                     |
| 9月  | 例大祭（秋祭，9月12日或最近的星期日） |
| 10月 | —                                     |
| 11月 | 新嘗祭（11月23日）                    |
| 12月 | 大祓（12月31日）                      |